# Prionopelta amieti
Prionopelta amieti é uma espécie de formiga do gênero Prionopelta.